# Nuytsia floribunda
Nuytsia floribunda és una planta hemiparàsita que es troba a Austràlia occidental, allí és coneguda com a Christmas Tree, arbre de Nadal, ja que floreix durant la temporada nadalenca.

## Descripció
És un arbre de fins a 10 m d'alt, o bé un arbust. Les flors són de color taronja viu, apareixen entre octubre i gener.
És una planta hemiparàsita de les arrels, fa la fotosíntesi i principalment obté aigua i minerals de la planta hoste. Els haustoris que surten de les arrels de Nuytsia s'enganxen a les arrels de l'hoste. Gairebé totes les espècies de plantes poden ser atacades i fins i tot intenten nutrir-se de cables subterranis.